# Bakonypölöske, Veszprém
Bakonypölöske (în germană Peretschke) este un sat în districtul Pápa, județul Veszprém, Ungaria, având o populație de 399 de locuitori (2011).

## Demografie
Componența etnică a satului Bakonypölöske
     Maghiari (76,45%)
     Germani (19,91%)
     Romi (3,64%)
Componența confesională a satului Bakonypölöske
     Romano-catolici (62,41%)
     Fără religie (5,01%)
     Reformați (3,26%)
     Luterani (2,01%)
     Necunoscută (27,32%)
Conform recensământului din 2011, satul Bakonypölöske avea 399 de locuitori. Din punct de vedere etnic, majoritatea locuitorilor (76,45%) erau maghiari, existând și minorități de germani (19,91%) și romi (3,64%).  Din punct de vedere confesional, majoritatea locuitorilor (62,41%) erau romano-catolici, existând și minorități de persoane fără religie (5,01%), reformați (3,26%) și luterani (2,01%). Pentru 27,32% din locuitori nu este cunoscută apartenența confesională.